# بني فكلان (بني سيدال الجبل)
بني فكلان هي إحدى مشيخات المملكة المغربية، تتبع جغرافيا لإقليم الناظور وإداريًا لبني سيدال الجبل. يقدر عدد سكانها بـ 4243 نسمة حسب الإحصاء الرسمي للسكان والسكنى لسنة 2004.